# キャサディー・ポープ
キャサディー・ポープ（Cassadee Blake Pope、1989年8月28日 - ）は、フロリダ州ウェストパームビーチの出身のカントリー歌手。アメリカ合衆国に拠点を置いている。活動休止中のヘイ・マンデーのボーカル。

## 生い立ち
1989年8月28日、フロリダ州ウェスト・パーム・ビーチ出身。
ヘイ・マンデーのボーカルとして活躍した。
2012年に、活動中止したのを機にソロ活動を開始する。